# Diospyros grisebachii
Diospyros grisebachii är en tvåhjärtbladig växtart som först beskrevs av William Philip Hiern, och fick sitt nu gällande namn av Paul Carpenter Standley. Diospyros grisebachii ingår i släktet Diospyros och familjen Ebenaceae. Inga underarter finns listade i Catalogue of Life.